# グリーンフラッシュ

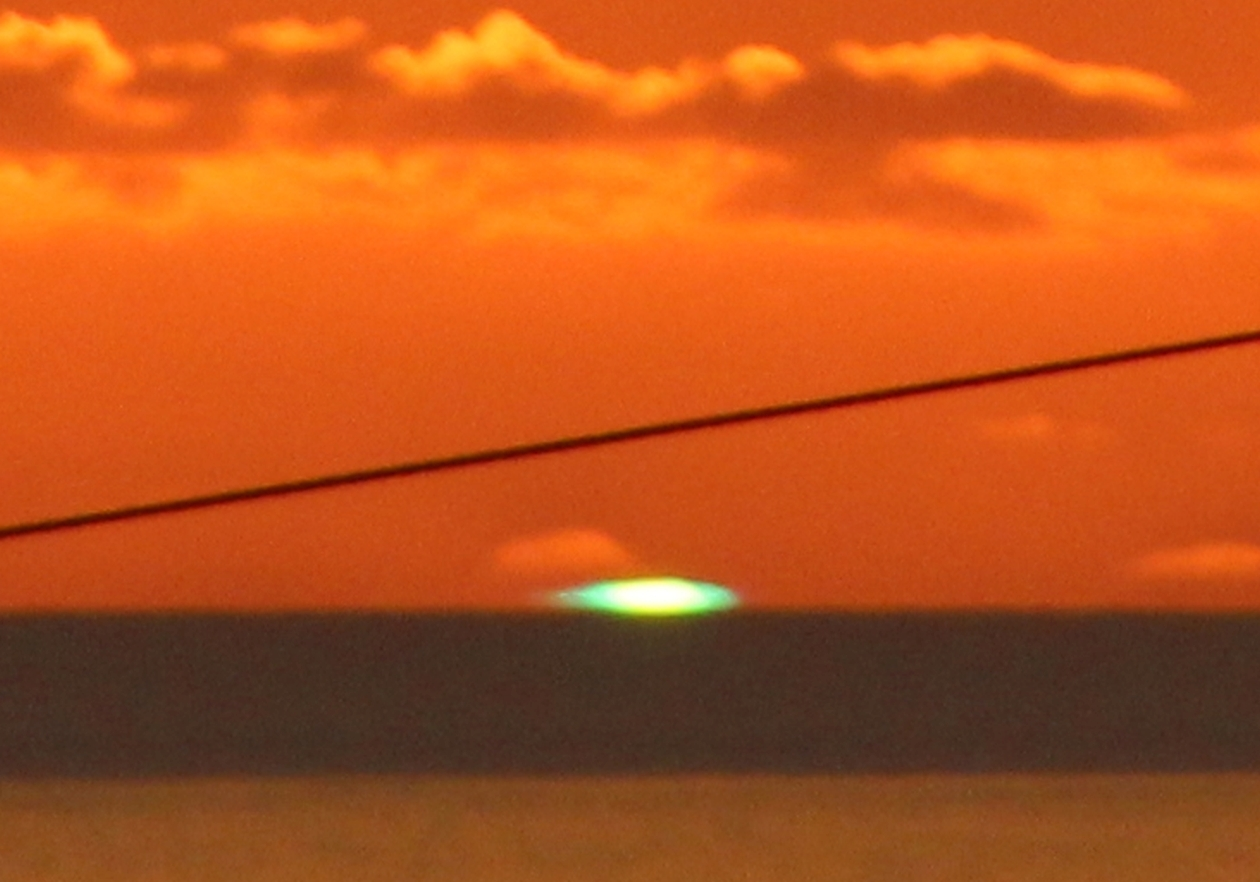
ポルトガル・マデイラ諸島のカレタ岬（Estreito da Calheta）でのグリーンフラッシュ

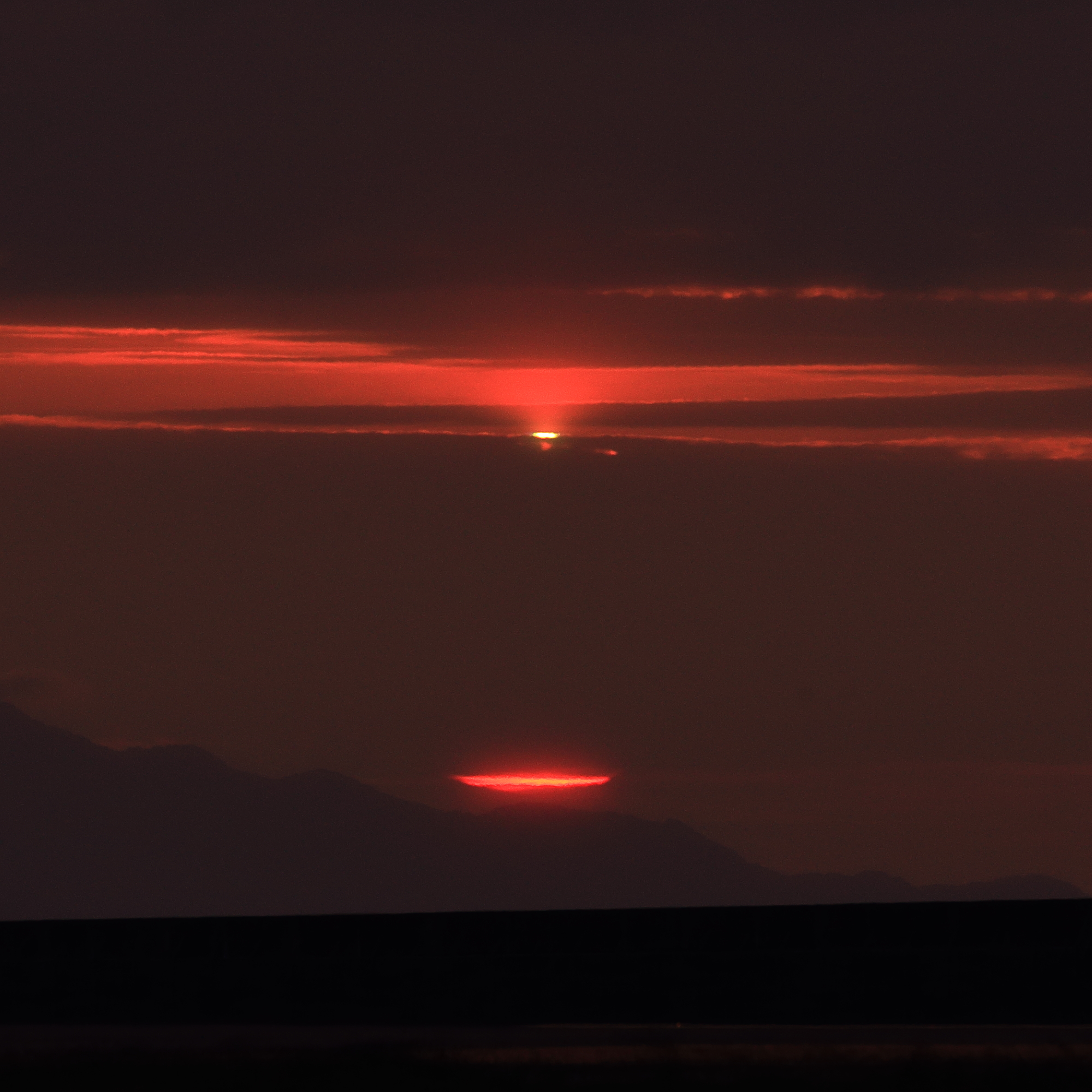
新潟空港で撮影されたグリーンフラッシュ

グリーンフラッシュ（英: green flash）は、太陽が完全に沈む直前、または昇りはじめた直後に、緑色の光が一瞬輝いたようにまたたいたり、太陽の上の弧が赤色でなく緑色に見えたりする、稀な現象。緑閃光（りょくせんこう）ともいわれる。

## 概要
地球の大気に斜めに入射することによって、太陽光は、プリズムによって光が曲げられるのと同じように屈折する。一方、太陽光は、大気によるレイリー散乱のため短い波長から散乱されて、波長の長い赤に近い光だけが地表に届くことになる。これが夕日の赤い理由であるが、空気が非常に澄んだ条件では、より波長の短い緑の光まで散乱されずに届く。
この時、赤から緑の色に分離した太陽が上下に少しずれながら重なり合って見えていることになるが、赤色の方がはるかに強いため太陽は赤く見える。しかし、日没や日の出の際に赤色の太陽が地平線、水平線、雲で隠された時、最頂部の緑色の太陽のみが見えることになる。この光が、大気のゆらぎによってまたたくものと考えられる。
高い山、洋上、離島など、地平線や水平線で日没や日の出が見られ、かつ空気の非常に澄んだ場所であることが観測の最低条件となるが、その他の気象条件にも左右されるので、その発生確率は非常に小さい。小笠原諸島の父島にある三日月山展望台（ウェザーステーション）は、日没時に比較的グリーンフラッシュが見えやすい所として有名である。
文仁親王妃紀子が同地を訪れ目撃し、この時の感想を和歌に詠んでいる（後述）。

## グリーンフラッシュの文化
グリーンフラッシュはジュール・ヴェルヌの恋愛小説『緑の光線』（1882年）で、これを追いかけるのが主題になっているので有名になった。
見られる確率が低いことから、ハワイやグアムではグリーンフラッシュを見たものが幸せになるという言い伝えがあり、これはニューカレドニアを舞台にした大林宣彦の『天国にいちばん近い島』（1984年）、フランスを舞台にしたフランス映画・エリック・ロメール監督の『緑の光線』（1986年）、日本映画『恋するマドリ』（2007年）などに出てくる。
なおクイズ番組『クイズ!ヘキサゴンII』で結成されたアイドルユニットPaboの2枚目シングル『グリーンフラッシュ伝説』(2008年)では具体的な地名は出てこないが｢南の島で見られる現象で恋人同士で見ると結ばれる｣という伝説として歌われている。
2017年（平成29年）、文仁親王妃紀子が悠仁親王と小笠原を訪れた際、船上からグリーンフラッシュを目撃し、その時の思いを和歌に詠み、2020年（令和2年）の歌会始で披露した。
「日の入らむ 水平線の 輝きを 緑閃光と知る 父島の浜に」